# Saianogorsk
Saianogorsk (ru. Саяногорск) este un oraș din Republica Hacasia, Federația Rusă, cu o populație de 50.255 locuitori.